# Brani musicali dei Sun
Questa è la lista dei brani musicali dei The Sun, gruppo rock italiano formatosi a Thiene nel 1997 e fino al 2009 conosciuto come Sun Eats Hours.
Come Sun Eats Hours hanno pubblicato 54 brani inediti, 6 cover e una canzone dal vivo; 13 degli inediti sono stati riregistrati, remixati e rimasterizzati. Inoltre hanno realizzato due tracce fantasma. Tutti i brani sono in inglese, ad eccezione di un inedito e delle tracce fantasma, composte in italiano.
Come The Sun hanno pubblicato 65 brani inediti, di cui uno solamente strumentale, e 2 cover; tutti i brani sono in italiano, ad eccezione di un inedito e di una cover, composti in inglese. Hanno poi realizzato 12 versioni in spagnolo, 3 in inglese e 1 in francese di canzoni precedentemente edite in italiano; di queste, due vedono la collaborazione con il musicista Luca Fiore. 

## Brani pubblicati come Sun Eats Hours
| Titolo                                          | Anno | Album                            | Durata | Testo                                      | Musica                                     | Note |
| ----------------------------------------------- | ---- | -------------------------------- | ------ | ------------------------------------------ | ------------------------------------------ | --- |
| 2004                                            | 2005 | The Last Ones                    | 2:49   | Francesco Lorenzi                          | Francesco Lorenzi                          | compare anche nell'edizione europea di Ten Years (2008) |
| Ace of Spades (cover dei Motörhead)             | 2006 | Metal Addiction                  | 2:22   | Phil Taylor, Eddie Clarke, Lemmy Kilmister | Phil Taylor, Eddie Clarke, Lemmy Kilmister | |
| Angel Guardian                                  | 2000 | Don't Waste Time                 | 4:09   | Francesco Lorenzi                          | Francesco Lorenzi                          | compare anche nella ristampa Don't Waste Time! (2005) |
| Best Time of My Life                            | 1999 | Suneatshours                     | 2:33   | Francesco Lorenzi                          | Francesco Lorenzi                          | |
| Club Fight Nation                               | 2000 | Don't Waste Time                 | 3:24   | Francesco Lorenzi                          | Francesco Lorenzi                          | compare anche nella ristampa Don't Waste Time! (2005) |
| Count Down                                      | 2002 | Will                             | 0:16   | Francesco Lorenzi                          | Francesco Lorenzi                          | |
| Cracked Circle                                  | 2005 | The Last Ones                    | 2:43   | Francesco Lorenzi                          | Francesco Lorenzi                          | |
| Dazed                                           | 2002 | Will                             | 2:30   | Francesco Lorenzi                          | Francesco Lorenzi                          | riregistrata per Tour All Over (2003) |
| Digging the Grave (cover dei Faith No More)     | 2006 | Metal Addiction                  | 3:01   | Mike Patton                                | Billy Gould, Mike Bordin, Mike Patton      | |
| Dull Minds                                      | 2005 | The Last Ones                    | 3:05   | Francesco Lorenzi                          | Francesco Lorenzi                          | |
| Endless Desire                                  | 2005 | The Last Ones                    | 2:47   | Francesco Lorenzi                          | Francesco Lorenzi                          | compare anche nell'EP Endless Desire (2005) e nelle raccolte Ten Years (2007) e 20 (2017) |
| Enigma                                          | 2005 | The Last Ones                    | 3:14   | Francesco Lorenzi                          | Francesco Lorenzi                          | |
| Enter Sandman (cover dei Metallica)             | 2006 | Metal Addiction                  | 3:41   | James Hetfield                             | Kirk Hammett, Lars Ulrich, James Hetfield  | |
| Faded Away                                      | 2005 | The Last Ones (Japanese edition) | 2:28   | Francesco Lorenzi                          | Francesco Lorenzi                          | compare anche nell'EP Endless Desire (2005) e nella raccolta Ten Years (2007) |
| Five A.M.                                       | 2002 | Will                             | 2:56   | Francesco Lorenzi                          | Francesco Lorenzi                          | riregistrata per Tour All Over (2003) |
| Force                                           | 2000 | Don't Waste Time                 | 2:32   | Francesco Lorenzi                          | Francesco Lorenzi                          | compare anche nella ristampa Don't Waste Time! (2005) |
| Freedom of Saying                               | 1999 | Suneatshours                     | 2:00   | Francesco Lorenzi                          | Francesco Lorenzi                          | |
| House of Pain                                   | 1999 | Suneatshours                     | 2:41   | Francesco Lorenzi                          | Francesco Lorenzi                          | |
| I Against the World                             | 2002 | Will                             | 3:05   | Francesco Lorenzi                          | Francesco Lorenzi                          | riregistrata come ...Still Against The World (3:45) per Tour All Over (2003) |
| I Won't Have You                                | 2000 | Don't Waste Time                 | 3:44   | Francesco Lorenzi                          | Francesco Lorenzi                          | compare anche nella ristampa Don't Waste Time! (2005) |
| I.B.G.                                          | 1999 | Suneatshours                     | 2:55   | Francesco Lorenzi                          | Francesco Lorenzi                          | |
| Idiosyncrasy                                    | 2002 | Will                             | 15:21  | Francesco Lorenzi                          | Francesco Lorenzi                          | contiene anche La Mangiauomini e una traccia fantasma; riregistrata (3:26) per Tour All Over (2003) senza questa, aggiunta invece a Living Force                                                                     |
| Ill-Equipped                                    | 2002 | Will                             | 3:13   | Francesco Lorenzi                          | Francesco Lorenzi                          | riregistrata per Tour All Over (2003) |
| Intro                                           | 2000 | Don't Waste Time                 | 1:44   | Francesco Lorenzi                          | Francesco Lorenzi                          | |
| July, 27th                                      | 2005 | The Last Ones                    | 2:56   | Francesco Lorenzi                          | Francesco Lorenzi                          | compare anche nella raccolta Ten Years (2007) |
| Kickstart My Heart (cover dei Mötley Crüe)      | 2006 | Metal Addiction                  | 3:31   | Nikki Sixx                                 | Nikki Sixx                                 | |
| La Mangiauomini                                 | 2003 | Tour All Over                    | 2:41   | Francesco Lorenzi                          | Francesco Lorenzi                          | precedentemente traccia fantasma all'interno di Idiosyncrasy, in Will (2002); compare anche nell'edizione europea di Ten Years (2008)                                                                                |
| Letters To Lucilio                              | 2005 | The Last Ones                    | 2:27   | Francesco Lorenzi                          | Francesco Lorenzi                          | compare anche nelle raccolte Ten Years (2007) e 20 (2017) |
| Living Force                                    | 2003 | Tour All Over                    | 10:02  | Francesco Lorenzi                          | Francesco Lorenzi                          | contiene una traccia fantasma, precedentemente inserita in Will (2002) all'interno di Idiosyncrasy |
| Loser                                           | 2000 | Don't Waste Time                 | 2:19   | Francesco Lorenzi                          | Francesco Lorenzi                          | compare anche nella ristampa Don't Waste Time! (2005) |
| Losing Hope                                     | 2000 | Don't Waste Time                 | 3:27   | Francesco Lorenzi                          | Francesco Lorenzi                          | compare anche nella ristampa Don't Waste Time! (2005) |
| My Prayer                                       | 2005 | The Last Ones                    | 2:55   | Francesco Lorenzi                          | Francesco Lorenzi                          | compare anche nelle raccolte Ten Years (2007) e 20 (2017) |
| Nothing Is Dead                                 | 2002 | Will                             | 2:57   | Francesco Lorenzi                          | Francesco Lorenzi                          | riregistrata per Tour All Over (2003) |
| Now, Again                                      | 2005 | The Last Ones                    | 2:51   | Francesco Lorenzi                          | Francesco Lorenzi                          | compare anche nelle raccolte Ten Years (2007) e 20 (2017) |
| Ordinary Discussion                             | 2002 | Will                             | 1:35   | Francesco Lorenzi                          | Francesco Lorenzi                          | riregistrata per Tour All Over (2003) |
| Pain                                            | 2002 | Will                             | 3:20   | Francesco Lorenzi                          | Francesco Lorenzi                          | riregistrata per Tour All Over (2003) |
| Penny                                           | 1999 | Suneatshours                     | 2:41   | Francesco Lorenzi                          | Francesco Lorenzi                          | |
| Police Man                                      | 2000 | Don't Waste Time                 | 1:06   | Francesco Lorenzi                          | Francesco Lorenzi                          | compare anche nella ristampa Don't Waste Time! (2005) |
| Prophet                                         | 2005 | The Last Ones                    | 2:37   | Francesco Lorenzi                          | Francesco Lorenzi                          | |
| Rain (cover dei The Cult)                       | 2006 | Metal Addiction                  | 4:09   | Ian Astbury, Billy Duffy                   | Ian Astbury, Billy Duffy                   | compare anche nella raccolta 20 (2017) |
| Rustles                                         | 2002 | Will                             | 4:07   | Francesco Lorenzi                          | Francesco Lorenzi                          | riregistrata per Tour All Over (2003); compare anche nella raccolta Ten Years (2007) |
| S.M.M.C.                                        | 2000 | Don't Waste Time                 | 3:17   | Francesco Lorenzi                          | Francesco Lorenzi                          | compare anche nella ristampa Don't Waste Time! (2005) |
| September 2001                                  | 2002 | Will                             | 2:22   | Francesco Lorenzi                          | Francesco Lorenzi                          | riregistrata per Tour All Over (2003); compare anche nelle raccolte Ten Years (2007) e 20 (2017) |
| Sincerely                                       | 2000 | Don't Waste Time                 | 3:41   | Francesco Lorenzi                          | Francesco Lorenzi                          | compare anche nella ristampa Don't Waste Time! (2005) e nelle raccolte Ten Years (2007) e 20 (2017) |
| Spain                                           | 2002 | Will                             | 3:40   | Francesco Lorenzi                          | Francesco Lorenzi                          | riregistrata per Tour All Over (2003); compare anche nelle raccolte Ten Years (2007) e 20 (2017) |
| Sucker                                          | 2005 | The Last Ones                    | 2:23   | Francesco Lorenzi                          | Francesco Lorenzi                          | |
| Suneatshours                                    | 1999 | Suneatshours                     | 2:32   | Francesco Lorenzi                          | Francesco Lorenzi                          | rivisitata in Will (2002, come The Sun Eats Hours – 2:28); riregistrata per Tour All Over (2003 – 2:28); quest'ultima versione compare anche nell'edizione giapponese di Ten Years (2007) e nella raccolta 20 (2017) |
| Ten Years                                       | 2007 | Ten Years                        | 3:50   | Francesco Lorenzi                          | Francesco Lorenzi                          | |
| That Day                                        | 2002 | Will                             | 2:46   | Francesco Lorenzi                          | Francesco Lorenzi                          | riregistrata per Tour All Over (2003); compare anche nella raccolta Ten Years (2007) |
| The Day I Die                                   | 2005 | The Last Ones                    | 9:57   | Francesco Lorenzi                          | Francesco Lorenzi                          | nell'edizione europea contiene anche la traccia fantasma The Same Devils (live in Lyon); nell'edizione giapponese compare da sola (3:21)                                                                             |
| The Last Ones                                   | 2005 | The Last Ones                    | 3:02   | Francesco Lorenzi                          | Francesco Lorenzi                          | compare anche nell'edizione giapponese di Ten Years (2007) |
| The Level                                       | 2005 | The Last Ones                    | 3:15   | Francesco Lorenzi                          | Francesco Lorenzi                          | compare anche nelle raccolte Ten Years (2007) e 20 (2017) |
| The Same Devils                                 | 2000 | Don't Waste Time                 | 2:47   | Francesco Lorenzi                          | Francesco Lorenzi                          | compare anche nella ristampa Don't Waste Time! (2005) |
| The Same Devils (live in Lyon)                  | 2005 | The Last Ones (Japanese edition) | 3:40   | Francesco Lorenzi                          | Francesco Lorenzi                          | compare anche nell'edizione europea come traccia fantasma di The Day I Die, nell'EP Endless Desire (2005) e nelle raccolte Ten Years (2007) e 20 (2017)                                                              |
| Tiddlywinks                                     | 2000 | Don't Waste Time                 | 12:49  | Francesco Lorenzi                          | Francesco Lorenzi                          | contiene una traccia fantasma; compare anche nella ristampa Don't Waste Time! (2005) |
| To Donna                                        | 1999 | Suneatshours                     | 2:45   | Francesco Lorenzi                          | Francesco Lorenzi                          | compare anche, rivisitata (2:51), in Don't Waste Time (2000) e nelle raccolte Ten Years (2007) e 20 (2017) |
| To Ricky and Uncle Tony                         | 1999 | Suneatshours                     | 2:48   | Francesco Lorenzi                          | Francesco Lorenzi                          | |
| Tour All Over                                   | 2003 | Tour All Over                    | 2:46   | Francesco Lorenzi                          | Francesco Lorenzi                          | compare anche nelle raccolte Ten Years (2007) e 20 (2017) |
| Victory                                         | 1999 | Suneatshours                     | 1:56   | Francesco Lorenzi                          | Francesco Lorenzi                          | |
| Young For Ever                                  | 2000 | Don't Waste Time                 | 4:09   | Francesco Lorenzi                          | Francesco Lorenzi                          | compare anche nella ristampa Don't Waste Time! (2005) |
| You Shook Me All Night Long (cover degli AC/DC) | 2006 | Metal Addiction                  | 3:01   | Angus Young, Malcolm Young, Brian Johnson  | Angus Young, Malcolm Young, Brian Johnson  | |

## Brani pubblicati come The Sun
| Titolo                                          | Anno | Album                        | Durata | Testo                                                                          | Musica                                                                         | Note                                                                             |
| ----------------------------------------------- | ---- | ---------------------------- | ------ | ------------------------------------------------------------------------------ | ------------------------------------------------------------------------------ | -------------------------------------------------------------------------------- |
| 20                                              | 2017 | 20                           | 4:20   | Francesco Lorenzi                                                              | Francesco Lorenzi                                                              |                                                                                  |
| 33                                              | 2015 | Cuore aperto                 | 0:33   | —                                                                              | Federico Pelle                                                                 |                                                                                  |
| 1972                                            | 2010 | Spiriti del Sole             | 3:43   | Francesco Lorenzi, Maurizio Baggio                                             | Francesco Lorenzi                                                              | compare anche nella raccolta 20 (2017)                                           |
| 1972                                            | 2019 | Espíritus del Sol            | 3:43   | Francesco Lorenzi, Maurizio Baggio                                             | Francesco Lorenzi                                                              | versione in spagnolo                                                             |
| A te la scelta                                  | 2015 | Cuore aperto                 | 3:16   | Francesco Lorenzi                                                              | Francesco Lorenzi, Maurizio Baggio                                             |                                                                                  |
| Adesso                                          | 2015 | Cuore aperto                 | 3:08   | Francesco Lorenzi                                                              | Francesco Lorenzi                                                              |                                                                                  |
| Anche in silenzio                               | 2015 | Cuore aperto                 | 3:33   | Francesco Lorenzi                                                              | Francesco Lorenzi                                                              |                                                                                  |
| Appunti verso la fine del mondo                 | 2020 | —                            | 3:03   | Francesco Lorenzi                                                              | Francesco Lorenzi, Roberto Visentin, Maurizio Baggio                           | compare anche nell'edizione deluxe di Qualcosa di vero (2023) come traccia bonus |
| Belén                                           | 2019 | Espíritus del Sol            | 4:18   | Francesco Lorenzi                                                              | Francesco Lorenzi, Maurizio Baggio                                             | versione in spagnolo di Betlemme                                                 |
| Betlemme                                        | 2012 | Luce                         | 4:15   | Francesco Lorenzi                                                              | Francesco Lorenzi, Maurizio Baggio                                             | compare anche nella raccolta 20 (2017)                                           |
| Calle cuesta arriba                             | 2019 | Espíritus del Sol            | 3:29   | Francesco Lorenzi, Maurizio Baggio                                             | Francesco Lorenzi                                                              | versione in spagnolo di Strada in salita                                         |
| Cattiva maestra                                 | 2015 | Cuore aperto (B-Sides)       | 3:47   | Francesco Lorenzi                                                              | Francesco Lorenzi                                                              |                                                                                  |
| Ciò che rimane                                  | 2012 | Luce                         | 2:39   | Francesco Lorenzi                                                              | Francesco Lorenzi                                                              |                                                                                  |
| Coraggio                                        | 2025 | TBA                          | 3:14   | Francesco Lorenzi, Damiano Ferrari                                             | Francesco Lorenzi, Damiano Ferrari                                             |                                                                                  |
| Cuore Aperto                                    | 2015 | Cuore aperto                 | 3:49   | Francesco Lorenzi                                                              | Francesco Lorenzi                                                              | compare anche nella raccolta 20 (2017)                                           |
| Dirti per sempre                                | 2022 | Qualcosa di vero             | 3:17   | Francesco Lorenzi                                                              | Francesco Lorenzi                                                              |                                                                                  |
| Gioia piena                                     | 2023 | Qualcosa di vero (Deluxe)    | 3:09   | Francesco Lorenzi, Andrea Marco Ricci                                          | Francesco Lorenzi, Damiano Ferrari, Daniele Benati, Andrea Marco Ricci         |                                                                                  |
| Hasta la muerte                                 | 2010 | Spiriti del Sole             | 3:17   | Francesco Lorenzi                                                              | Francesco Lorenzi, Maurizio Baggio                                             |                                                                                  |
| Hasta la muerte                                 | 2017 | 20                           | 3:19   | Francesco Lorenzi                                                              | Francesco Lorenzi, Maurizio Baggio                                             | versione in inglese                                                              |
| Hasta la muerte                                 | 2019 | Espíritus del Sol            | 3:18   | Francesco Lorenzi                                                              | Francesco Lorenzi, Maurizio Baggio                                             | versione in spagnolo                                                             |
| Heroes                                          | 2017 | 20                           | 3:19   | Francesco Lorenzi                                                              | Francesco Lorenzi                                                              |                                                                                  |
| Hoy decido yo                                   | 2019 | Espíritus del Sol            | 3:12   | Francesco Lorenzi, Maurizio Baggio                                             | Francesco Lorenzi                                                              | versione in spagnolo di Non ho paura                                             |
| I giorni che vogliamo                           | 2012 | Luce                         | 3:29   | Francesco Lorenzi                                                              | Francesco Lorenzi                                                              |                                                                                  |
| I miei sbagli                                   | 2010 | Spiriti del Sole             | 3:56   | Francesco Lorenzi, Maurizio Baggio                                             | Francesco Lorenzi                                                              |                                                                                  |
| Il giorno di Alice                              | 2010 | Spiriti del Sole             | 4:05   | Francesco Lorenzi, Maurizio Baggio                                             | Francesco Lorenzi                                                              |                                                                                  |
| Il mio miglior difetto                          | 2015 | Cuore aperto                 | 3:59   | Francesco Lorenzi                                                              | Francesco Lorenzi, Maurizio Baggio                                             | compare anche nella raccolta 20 (2017)                                           |
| Indelebile                                      | 2012 | Luce                         | 3:26   | Maurizio Baggio, Francesco Lorenzi                                             | Maurizio Baggio                                                                |                                                                                  |
| Infinito                                        | 2015 | Cuore aperto (B-Sides)       | 3:41   | Francesco Lorenzi                                                              | Francesco Lorenzi                                                              |                                                                                  |
| Io mi arrendo (cover degli Hillsong United)     | 2022 | Che magnifico nome           | 6:09   | Matt Crocker, Francesco Lorenzi, Danilo Minutella                              | Matt Crocker                                                                   | compare anche in Qualcosa di vero (2022)                                         |
| Johnny Cash                                     | 2015 | Cuore aperto                 | 3:09   | Francesco Lorenzi, Johnny Cash                                                 | Francesco Lorenzi, Johnny Cash                                                 |                                                                                  |
| L'alba che vuoi                                 | 2010 | Spiriti del Sole             | 3:45   | Maurizio Baggio, Francesco Lorenzi                                             | Francesco Lorenzi                                                              | compare anche nella raccolta 20 (2017)                                           |
| L'Alchimista                                    | 2017 | 20                           | 3:47   | Francesco Lorenzi                                                              | Francesco Lorenzi, Maurizio Baggio                                             |                                                                                  |
| La leggenda                                     | 2012 | Luce                         | 3:23   | Francesco Lorenzi                                                              | Francesco Lorenzi, Roberto Visentin                                            | compare anche nella raccolta 20 (2017)                                           |
| La Leyenda                                      | 2019 | Espíritus del Sol            | 3:25   | Francesco Lorenzi                                                              | Francesco Lorenzi, Roberto Visentin                                            | versione in spagnolo de La leggenda                                              |
| La menzogna                                     | 2015 | Cuore aperto (B-Sides)       | 3:51   | Francesco Lorenzi                                                              | Francesco Lorenzi, Maurizio Baggio                                             |                                                                                  |
| La mia legge di attrazione                      | 2022 | Qualcosa di vero             | 3:35   | Francesco Lorenzi                                                              | Francesco Lorenzi, Roberto Visentin, Maurizio Baggio                           |                                                                                  |
| La soluzione                                    | 2015 | Cuore aperto (B-Sides)       | 3:16   | Maurizio Baggio                                                                | Maurizio Baggio, Francesco Lorenzi                                             |                                                                                  |
| La strada del Sole                              | 2015 | Cuore aperto                 | 3:45   | Francesco Lorenzi                                                              | Francesco Lorenzi                                                              |                                                                                  |
| La via dell'amore                               | 2025 | TBA                          | 3:32   | Francesco Lorenzi                                                              | Francesco Lorenzi                                                              |                                                                                  |
| La via di Damasco                               | 2015 | Cuore aperto (B-Sides)       | 3:41   | Francesco Lorenzi                                                              | Francesco Lorenzi, Maurizio Baggio                                             | compare anche nella raccolta 20 (2017)                                           |
| Le case di Mosul                                | 2015 | Cuore aperto                 | 3:42   | Francesco Lorenzi                                                              | Francesco Lorenzi, Maurizio Baggio                                             | compare anche nella raccolta 20 (2017)                                           |
| Le opportunità che ho perso                     | 2015 | Cuore aperto                 | 3:51   | Francesco Lorenzi                                                              | Francesco Lorenzi, Maurizio Baggio                                             | compare anche nella raccolta 20 (2017)                                           |
| Lettera da Gerusalemme                          | 2020 | Qualcosa di vero             | 3:11   | Francesco Lorenzi                                                              | Francesco Lorenzi                                                              |                                                                                  |
| Luce del cammino                                | 2015 | Cuore aperto (B-Sides)       | 3:39   | Francesco Lorenzi                                                              | Francesco Lorenzi                                                              |                                                                                  |
| Maggio                                          | 2010 | Spiriti del Sole             | 3:27   | Francesco Lorenzi, Maurizio Baggio                                             | Francesco Lorenzi                                                              |                                                                                  |
| May                                             | 2017 | 20                           | 3:26   | Francesco Lorenzi, Maurizio Baggio                                             | Francesco Lorenzi                                                              | versione in inglese di Maggio                                                    |
| Mayo                                            | 2019 | Espíritus del Sol            | 3:28   | Francesco Lorenzi, Maurizio Baggio                                             | Francesco Lorenzi                                                              | versione in spagnolo di Maggio                                                   |
| Mi mejor defecto                                | 2021 | —                            | 3:59   | Francesco Lorenzi                                                              | Francesco Lorenzi, Maurizio Baggio                                             | versione in spagnolo di Il mio miglior difetto                                   |
| Mon milleur défaut (feat. Luca Fiore)           | 2021 | —                            | 3:59   | Francesco Lorenzi                                                              | Francesco Lorenzi, Maurizio Baggio                                             | versione in francese di Il mio miglior difetto                                   |
| Musica                                          | 2010 | Spiriti del Sole             | 2:49   | Francesco Lorenzi, Maurizio Baggio                                             | Francesco Lorenzi                                                              |                                                                                  |
| Negli occhi                                     | 2012 | Luce                         | 5:47   | Francesco Lorenzi                                                              | Francesco Lorenzi                                                              |                                                                                  |
| Nelle mie mani                                  | 2017 | 20                           | 4:31   | Francesco Lorenzi                                                              | Francesco Lorenzi, Maurizio Baggio                                             |                                                                                  |
| Nemmeno un ciao                                 | 2012 | Luce (deluxe)                | 2:40   | Francesco Lorenzi                                                              | Francesco Lorenzi                                                              | compare anche nella raccolta 20 (2017)                                           |
| Niente passi senza tempo                        | 2015 | Cuore aperto (B-Sides)       | 1:58   | Francesco Lorenzi                                                              | Francesco Lorenzi                                                              |                                                                                  |
| Noi                                             | 2015 | Cuore aperto                 | 4:39   | Francesco Lorenzi                                                              | Francesco Lorenzi                                                              | compare anche nella raccolta 20 (2017)                                           |
| Non ho paura                                    | 2010 | Spiriti del Sole             | 3:12   | Francesco Lorenzi, Maurizio Baggio                                             | Francesco Lorenzi                                                              | compare anche nella raccolta 20 (2017)                                           |
| Non so spegnere l'amore                         | 2022 | Qualcosa di vero             | 3:31   | Damiano Ferrari, Francesco Lorenzi                                             | Damiano Ferrari, Francesco Lorenzi                                             |                                                                                  |
| Notti bugiarde                                  | 2010 | Spiriti del Sole             | 3:33   | Francesco Lorenzi, Maurizio Baggio                                             | Francesco Lorenzi                                                              |                                                                                  |
| Oggi sono solo                                  | 2010 | Spiriti del Sole             | 3:36   | Maurizio Baggio, Francesco Lorenzi                                             | Francesco Lorenzi                                                              |                                                                                  |
| Ola perfecta                                    | 2019 | Espíritus del Sol            | 3:27   | Francesco Lorenzi                                                              | Francesco Lorenzi, Maurizio Baggio                                             | versione in spagnolo di Onda perfetta                                            |
| Onda perfetta                                   | 2012 | Luce                         | 3:26   | Francesco Lorenzi                                                              | Francesco Lorenzi, Maurizio Baggio                                             | compare anche nella raccolta 20 (2017)                                           |
| Ostinato e controcorrente                       | 2022 | Qualcosa di vero             | 3:18   | Francesco Lorenzi, Maurizio Baggio                                             | Francesco Lorenzi, Maurizio Baggio                                             | pubblicata anche come singolo, in digitale, nel 2023                             |
| Outsider                                        | 2012 | Luce                         | 2:47   | Francesco Lorenzi                                                              | Maurizio Baggio, Francesco Lorenzi                                             | compare anche nella raccolta 20 (2017)                                           |
| Outsider                                        | 2019 | Espíritus del Sol            | 2:49   | Francesco Lorenzi                                                              | Maurizio Baggio, Francesco Lorenzi                                             | versione in spagnolo                                                             |
| Pequeña mia                                     | 2017 | 20                           | 3:36   | Francesco Lorenzi                                                              | Francesco Lorenzi                                                              | versione in spagnolo di Piccola mia; compare anche in Espíritus del Sol (2019)   |
| Piccola mia                                     | 2012 | Luce                         | 3:34   | Francesco Lorenzi                                                              | Francesco Lorenzi                                                              |                                                                                  |
| Più del sesso                                   | 2012 | Luce                         | 3:25   | Francesco Lorenzi                                                              | Francesco Lorenzi                                                              |                                                                                  |
| Più forte nell'amore                            | 2022 | Qualcosa di vero             | 3:50   | Francesco Lorenzi                                                              | Francesco Lorenzi                                                              |                                                                                  |
| Qui dentro me                                   | 2017 | 20                           | 3:19   | Francesco Lorenzi                                                              | Francesco Lorenzi, Maurizio Baggio                                             |                                                                                  |
| San Salvador                                    | 2010 | Spiriti del Sole             | 3:57   | Francesco Lorenzi, Maurizio Baggio                                             | Francesco Lorenzi                                                              | compare anche nella raccolta 20 (2017)                                           |
| Senza te non si può fare (feat. Angelo Maugeri) | 2024 | —                            | 3:36   | Francesco Lorenzi                                                              | Francesco Lorenzi                                                              |                                                                                  |
| Sogno dei miei sogni                            | 2012 | Luce                         | 3:13   | Francesco Lorenzi                                                              | Francesco Lorenzi, Maurizio Baggio                                             |                                                                                  |
| Spiriti del sole                                | 2012 | Luce                         | 3:41   | Francesco Lorenzi                                                              | Francesco Lorenzi                                                              | compare anche nella raccolta 20 (2017)                                           |
| Strada in salita                                | 2010 | Spiriti del Sole             | 3:27   | Francesco Lorenzi, Maurizio Baggio                                             | Francesco Lorenzi                                                              | compare anche nella raccolta 20 (2017)                                           |
| Sueños des mis sueños                           | 2019 | Espíritus del Sol            | 3:14   | Francesco Lorenzi                                                              | Francesco Lorenzi, Maurizio Baggio                                             | versione in spagnolo di Sogno dei miei sogni                                     |
| The Best of All My Flaws (feat. Luca Fiore)     | 2021 | —                            | 3:59   | Francesco Lorenzi                                                              | Francesco Lorenzi, Maurizio Baggio                                             | versione in inglese di Il mio miglior difetto                                    |
| Tutte le parole                                 | 2015 | Cuore aperto (B-Sides)       | 3:54   | Francesco Lorenzi                                                              | Francesco Lorenzi                                                              |                                                                                  |
| Tutto quel che ho                               | 2022 | Qualcosa di vero             | 2:53   | Damiano Ferrari, Francesco Lorenzi                                             | Damiano Ferrari, Francesco Lorenzi                                             |                                                                                  |
| Un buon motivo per vivere                       | 2020 | Qualcosa di vero             | 3:40   | Francesco Lorenzi                                                              | Francesco Lorenzi, Maurizio Baggio, Roberto Visentin                           |                                                                                  |
| Una ragione in più                              | 2015 | Cuore aperto                 | 4:06   | Francesco Lorenzi                                                              | Francesco Lorenzi, Maurizio Baggio                                             |                                                                                  |
| Voglio coraggio                                 | 2012 | Luce                         | 2:46   | Francesco Lorenzi                                                              | Francesco Lorenzi                                                              |                                                                                  |
| Voglio fare il Dj                               | 2017 | 20                           | 3:22   | Francesco Lorenzi                                                              | Francesco Lorenzi                                                              |                                                                                  |
| Voglio qualcosa di vero                         | 2022 | Qualcosa di vero             | 3:03   | Damiano Ferrari, Francesco Lorenzi                                             | Damiano Ferrari, Francesco Lorenzi                                             |                                                                                  |
| Want You Bad (cover dei The Offspring)          | 2017 | PGA - If the Kids Are United | 3:36   | Bryan Keith Holland, Kevin John Wasserman, Gregory David Kriesel, Ronald Welty | Bryan Keith Holland, Kevin John Wasserman, Gregory David Kriesel, Ronald Welty | compare anche nella raccolta 20 (2017)                                           |